# 古箏

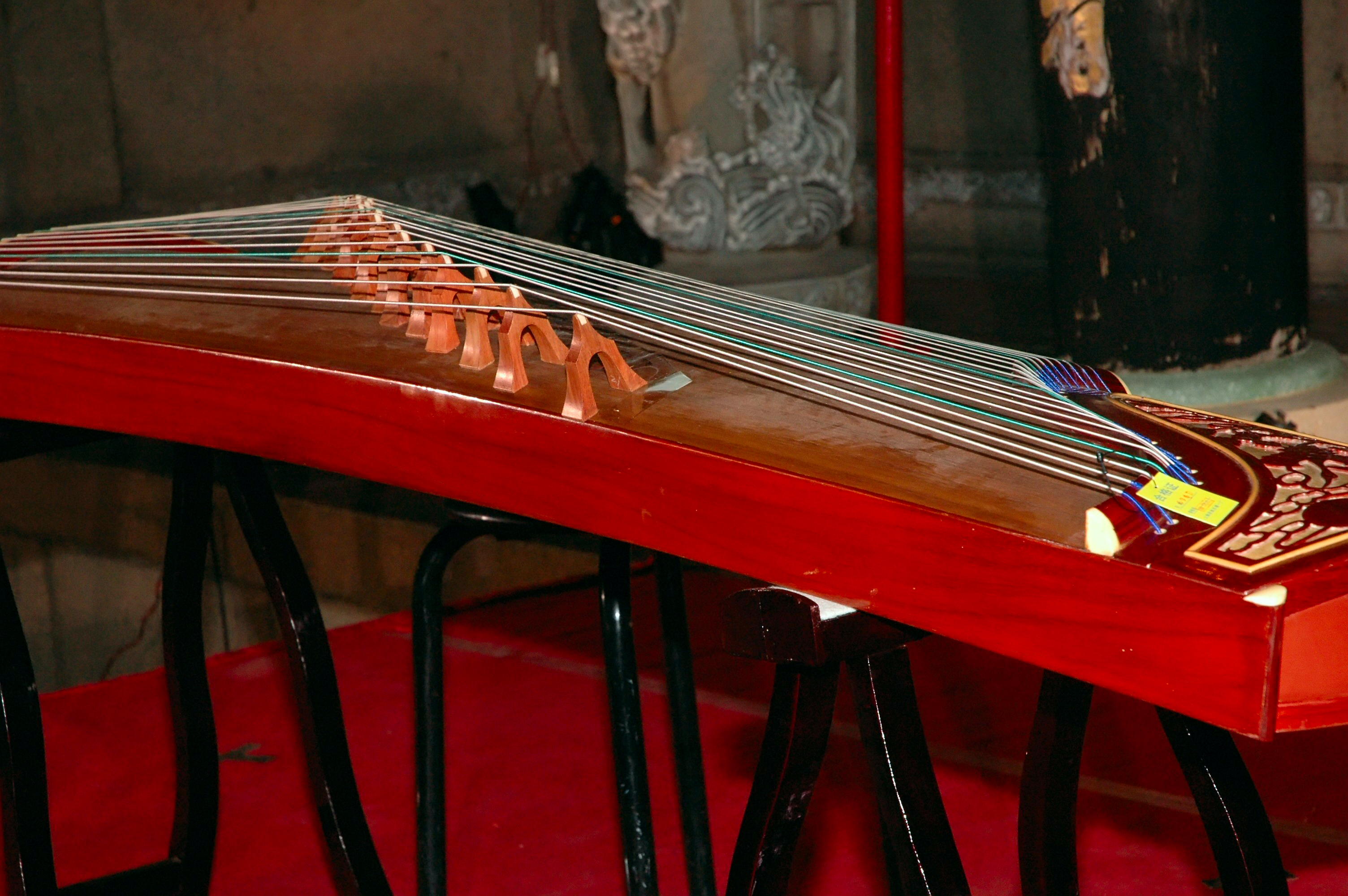
現代の箏

古箏（こそう、グーチェン、拡張新字体・簡体字では古筝、拼音: gǔzhēng）は中国の伝統的なツィター属の撥弦楽器である。弦の本数は地方によって異なるが、現代では21本のものが代表的である。弦の材質には金属弦・絹糸の弦・金属芯のナイロン弦などがある。右手の指にはめた義爪で弦をはじいて演奏する。

## 構造
箏の各弦の下には雁柱（琴柱）があり、これを左右に動かすことで音高を調節する。演奏者から遠い方が音が低く、五音音階をなすように調弦される。現代で一般的な21弦の箏でニ長調の場合は、下から D E F♯ A B d e f♯ a b d1 e1 f♯1 a1 b1 d2 e2 f♯2 a2 b2 d3 の4オクターブとなる。これ以外の音を出すときには左手で雁柱の左側を押さえることで音高を一時的に変化させる。
通常は右手の親指・人差し指・中指の3つに義甲をはめて弾く。柔らかい音を出すために義甲をつけない薬指や左手の指で弾くこともあり、主に中・低音部に使われる。
左指の使い方には「按」（弦をおさえて音を高くする）、「顫」（ビブラートをかける）、「推」（ポルタメント）などがある。

## 起源
春秋戦国時代には琴（古琴）・瑟・筑などの撥弦楽器が存在した。このうち瑟は雁柱（琴柱）を持ち、箏に似る。
箏は春秋戦国時代の秦に起源を持ち、そのため「秦箏」とも呼ばれた。李斯による紀元前237年の上書のなかに秦の音楽の特徴として「弾箏」が見える。
箏の起源については秦の将軍である蒙恬が造ったという伝説がよく知られる。
箏という名称については、鳴らした時の「箏箏」という音に由来するという。唐代以降の伝説として、25弦の瑟を兄弟（文献によっては姉妹または親子）で争い、2つに分けたのを箏の起源とする伝説もあるが、これは「箏」という名称を説明するために作られた説話であろう。

## 伝播
箏は中国国内の非常に広い範囲に分布し、河南省・山東省・浙江省・広東省・内モンゴルなどのそれぞれに独自の箏が存在する。
他の文化とともに周辺の国々へと伝播し、日本の箏、モンゴルのヤトガ、ベトナムのダン・チャイン、朝鮮の伽耶琴などの祖型となった。日本には、8世紀に雅楽とともに伝わった。

## 楽器の改変

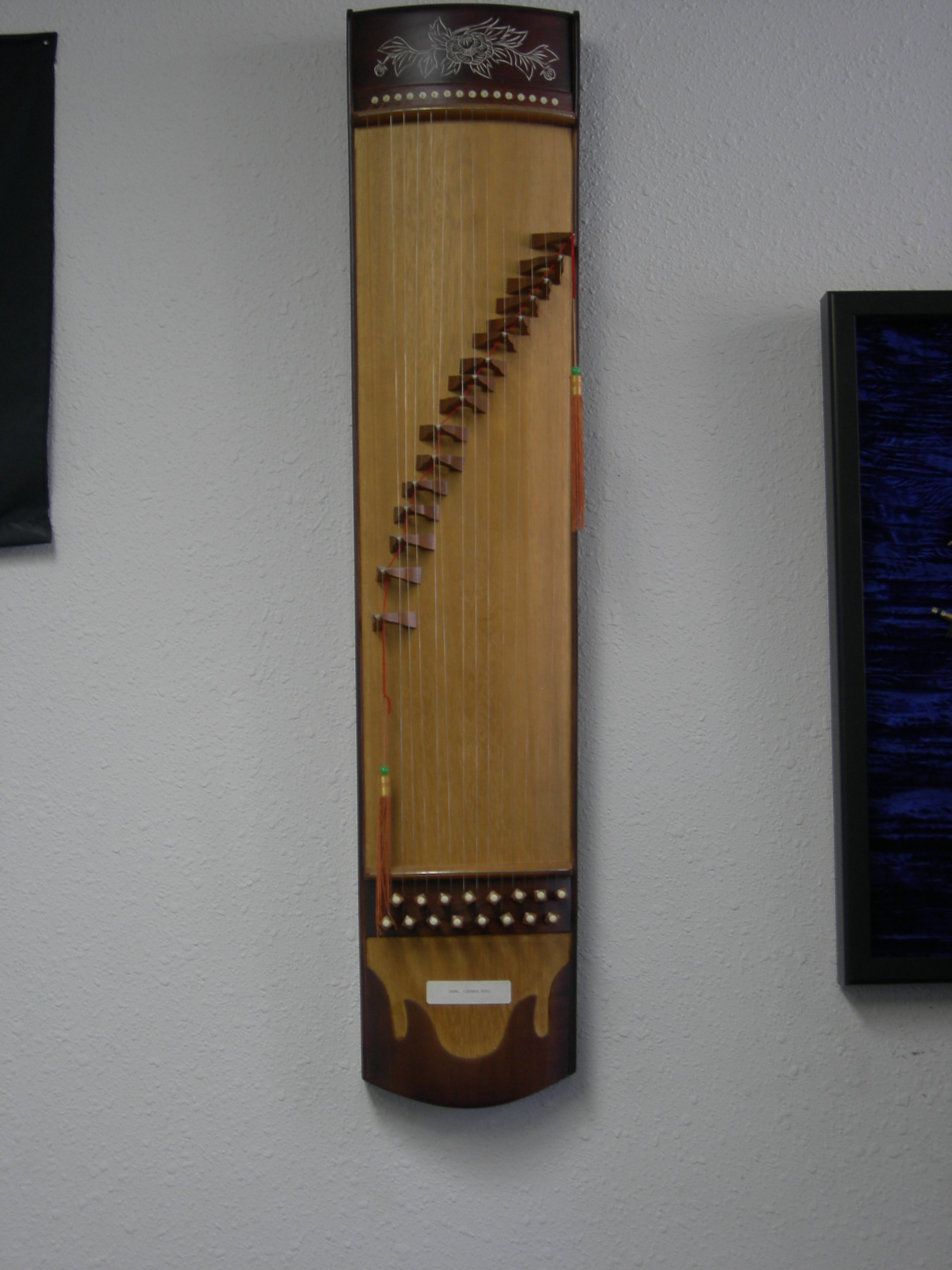
16本の金属弦をもつ箏

中国の箏は年代を経るごとに改変が加えられてきた。漢・晋では12弦だったが、唐・宋では13弦が主流になり、明・清ではさらに15・16弦に増えた。近代では18、21、25弦のものが演奏されるようになった。それ以上の本数の弦を持つ箏も作られたことがある。
箏は移調が難しい楽器であるため、その欠点を克服するために上海音楽学院の何宝泉によって蝶式箏という箏が発明された。この箏は左右対称に49弦を持ち、4オクターブのすべての半音を出すことができる。左半分は通常の21弦の箏とほぼ同じ形をしている。
弦の種類も、もとは絹の弦を使用していたが金属弦を使用するようになった。楽器の形も運搬の利便などの理由から大胆な小型化がはかられている。中国においてダイナミックな楽器の改変が行われた結果、古い時代に周辺諸国へ伝播し継承された楽器のほうが、古いかたちを残している場合がある。

## 代表的な演奏家
- 毛丫(マオヤ)
- 伍芳
- 沈莉卓
- 謝雪梅
- 戴茜
- 姜小青
- 鶯と燕
- 劉芳